# Rilhac-Lastours
Rilhac-Lastours (tiếng Occitan: Rilhac las Tors) là một xã của tỉnh Haute-Vienne, thuộc vùng Nouvelle-Aquitaine, miền trung nước Pháp.